# 蔣凝学
蔣 凝学（しょう ぎょうがく、Jiang Ningxue、1810年 - 1878年）、字は之純。清朝の官僚。
湖南省湘郷出身。咸豊年間に団練を組織していたが、1855年に湘軍の羅沢南に従って湖北省で太平天国軍と戦い、1856年には武昌奪還に功績をあげ、知県に抜擢された。その後江西省を転戦し、1858年に九江府城を陥落させ、知府、さらに道員に昇進した。
その年、三河の戦いで湘軍が大敗すると、湖広総督官文（グワンウェン）の命でドロンガ（多隆阿）・鮑超とともに宿松に駐屯し、太平天国軍の追撃を防いだ。その後、太湖・潜山の奪回戦に参加し、さらに湖北省で太平天国の英王陳玉成と戦って黄州を奪還した。1863年、陳得才率いる太平天国軍30万が陝西省から天京救援に向かったが、安徽省霍山でこれを破った。
1865年、陝甘総督楊岳斌の求めに応じて、「安字営」と号する湘軍を率いて回民蜂起の鎮圧に加わった。1870年に山西按察使となり、1875年に陝西布政使に昇進した。